# Franz Schalk

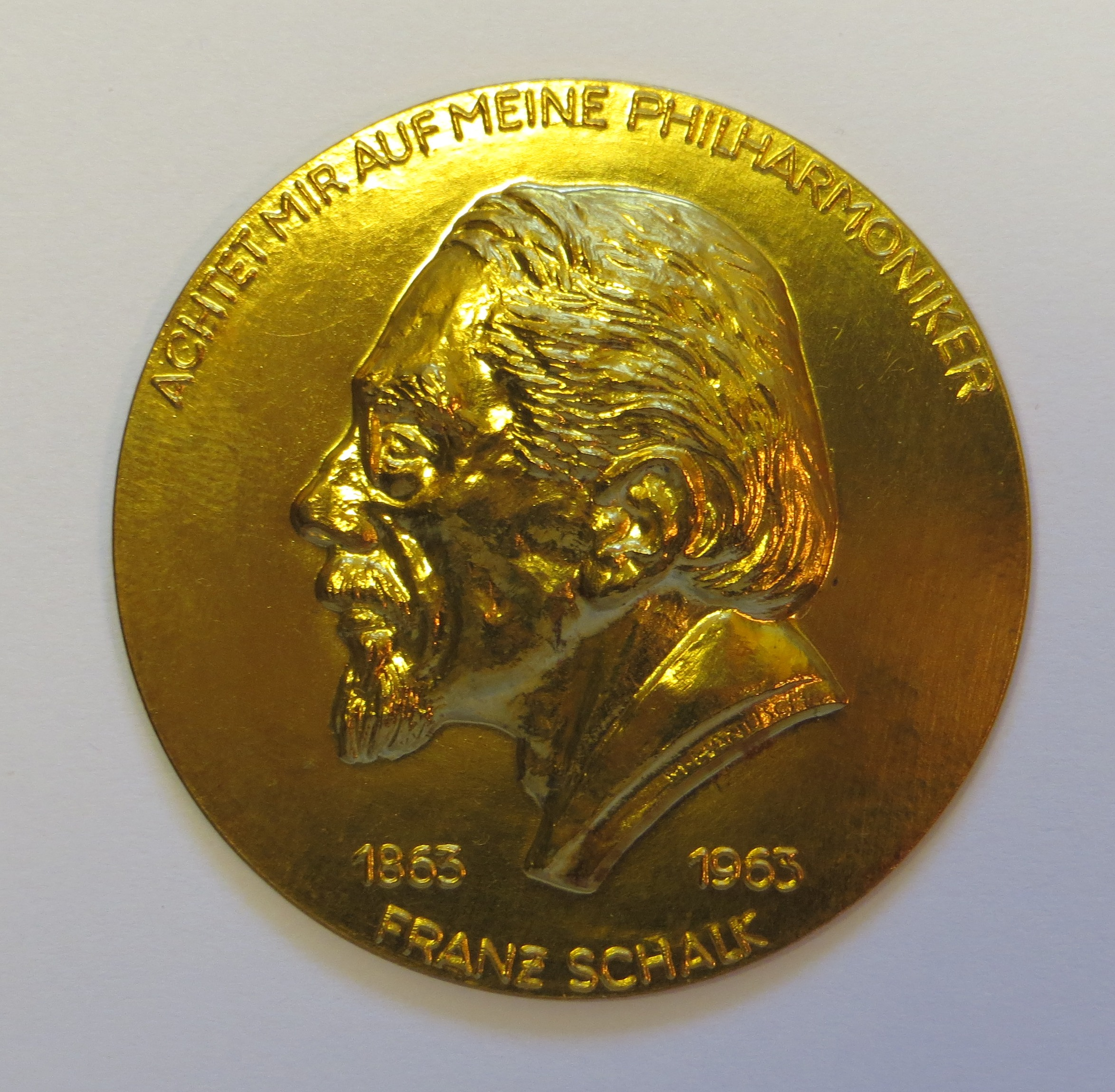
Franz Schalk arany emlékérem

Franz Schalk (Bécs, 1863. május 27. – Edlach, 1931. szeptember 3.) osztrák karmester. Anton Bruckner szimfóniáit népszerűsítette, és jelentős szerepe volt a Salzburgi Ünnepi Játékok létrehozásában.

## Pályafutása
A rendkívül tehetséges Schalk 1878–1881 között a bécsi Zenebarátok Társaságának Konzervatóriumában tanult, ahol Anton Bruckner tanította a zeneelméletet. Schalk hamarosan Bruckner kedvenc tanítványának számított. Ő tanácsolta Schalknak, hogy válassza a karmesteri pályát.
1884-től vidéki városok színházaiban vezényelt (Olmütz, Csernyivci, Karlsbad, Breslau). 1889–1895-ben Grazban, majd Prágában, 1898-ban pedig Berlini Királyi Operában volt karmester. 1904 és 1921 között Ferdinand Löwét követte a Musikverein karmesteri posztján. 
1909–1919-ben a Bécsi Zeneakadémián tanított. 1900-ban Gustav Mahler elhívta a bécsi Hofoper első karnagyi posztjára, 1918-ban a Bécsi Operaház igazgatója. 1919 és 1924 között Richard Strauss-szal együtt igazgatta az Operaházat, 1924 és 1929 között egyedül állt az intézmény élén. Emellett a Hofburg Várkápolnájának karmestere is volt. Később csak vendégkarmesterként lépett fel a bécsi Operaházban. A Salzburgi Ünnepi Játékok létrehozásában jelentős szerepet játszott.
Kiállt a Bécsben kevésbé népszerű Bruckner mellett. 1881-ben rábeszélte Felix Mottl zeneszerzőt és karmestert, hogy tűzzék műsorra a 4. szimfóniát. 1884-ben elkísérte Brucknert Lipcsébe, a 7. szimfóniájának ősbemutatójára. Jelentős mértékben vett részt a 3. szimfónia új feldolgozásában. Az 5. szimfónia ősbemutatóját vezette Grazban 1894-ben. A zeneműben jelentős változtatásokat hozott létre, 100 ütemet törölt a befejező tételben, és teljesen áthangszerelte a tétel többi részét. Ebben a formájában mutatták be végül a szimfóniát a közönség előtt. Csak a harmincas években sikerült Robert Maas zenetudósnak kiadnia az 5. és a többi átdolgozott Bruckner szimfóniát eredeti formájukban.